# Eberava
Eberava (njemački: Eberau, mađarski: Monyorókerék) je naseljeno mjesto u austrijskoj saveznoj državi Gradišće, administrativno pripada Kotaru Novi Grad.

## Stanovništvo
Eberava prema podacima iz 2010. godine ima 1.018 stanovnika od čega 4,5% Mađara. 2001. naselje je imalo 1.081 stanovnika od čega 983 Nijemaca, 50 Mađara, 23 Hrvata i 25 ostalih.

## Vanjske poveznice
- www.eberau.at